# Reprezentacja Anglesey w piłce nożnej mężczyzn
Piłkarska reprezentacja Anglesey w piłce nożnej – zespół reprezentujący walijską wyspę Anglesey (wal. Ynys Môn) w rozgrywkach Island Games. Nie należy ani do FIFA, ani do UEFA, dlatego też nie bierze udziału w oficjalnych meczach piłkarskich.

## Sukcesy

### Island Games
1989 – 2. miejsce

1991 – 2. miejsce

1997 – 2. miejsce

1999 – 1. miejsce

2001 – 2. miejsce

## Kadra 2009
- (GK) Ben Heald 	 (Llanfairpwll F.C.)
- (GK) Paul Pritchard 	 (Rhyl F.C.)
- Richard Owen 	(Porthmadog F.C.)
- Chris Williams	(Llanfairpwll F.C.)
- Rhys Roberts 	(Porthmadog F.C.)
- Matthew Hughes	(Bethesda Athletic F.C.)
- Tomos Jones 	(Holyhead Hotspur F.C.)
- Darren Jones	(Bethesda Athletic F.C.)
- Gareth Owen 	(Glantraeth F.C.)
- Gareth Parry	(Porthmadog F.C.)
- Paul Tilbury 	(Pentraeth F.C.)
- Gary Jones	(Pentraeth F.C.)
- Melvin McGinness 	(Llangefni Town F.C.)
- James Burgess	(Glantraeth F.C.)
- Marc Evans 	(Holyhead Hotspur F.C.)
- Richard Owen	(Llanfairpwll F.C.)